# Mezno (železniční zastávka a hradlo)
Mezno bylo železniční zastávka a hradlo ležící východně od stejnojmenné obce v okrese Benešov ve Středočeském kraji na trati Praha – České Budějovice. Zastávka byla otevřena 22. května 1887 pod názvem Milčín, na začátku 20. století bylo zřízeno hradlo, roku 1961 byla zastávka přejmenována na Mezno. provoz byl ukončen 2. dubna 2022 v souvislosti s budováním přeložky trati mezi Voticemi a Sudoměřicemi u Tábora.

## Uspořádání
Zastávka byla vybavena panelovým nástupištěm typu Sudop. Budova hradla byla patrová se služebními byty a čekárnou pro cestující. Nacházela se zde dvě světelná oddílová návěstidla.

## Historie
Odbočná větev Dráhy císaře Františka Josefa (KFJB) z Gmündu do Prahy (nejprve jen do Čerčan) byla vybudována již roku 1871, na místě budoucí zastávky se však nacházel pouze strážní domek číslo 69, který sloužil též jako závorářské stanoviště obsluhující čtyři přejezdy (přímo v místě se nacházel přejezd přes hlavní císařskou silnici). O zřízení zastávky (nebo lépe stanice) však usilovali zastupitelé Miličína (tehdy zvaného Milčín), který trať míjela. Dráha se nejprve ke zřízení zastávky stavěla zamítavě z důvodu sklonu 10 ‰ a oblouku malého poloměru v daném místě.
Neutuchající prosby byly nakonec vyslyšeny až v roce 1887 po zestátnění KFJB, ke kterému došlo roku 1884. Císařsko-královské státní dráhy umožnily výstavbu zastávky na náklady Miličína, dne 22. května tedy byla otevřena zastávka pod názvem Milčín. Zpočátku nebyla vybavena čekárnou, o její zřízení žádal Miličín několikrát, nicméně čekárna byla vybudována až roku 1913 opět na náklady Miličína. Začátkem 20. století bylo v místě též zřízeno hradlo s mechanickými návěstidly.
Před první světovou válkou se uvažovalo o rozšíření tratě na dvojkolejnou, zastupitelé Miličína tehdy žádali v rámci přestavby dráhy zřízení stanice umožňující i nákladní dopravu. K rozšíření tratě ani vybudování stanice však nedošlo.
Roku 1924 byl název zastávky pozměněn na Miličín (v souladu se změnou názvu obce). Roku 1950 byl vybudován nový objekt hradla a roku 1961 byla zastávka přejmenována na Mezno podle obce na jejímž území se nacházela. 
Roku 1962 bylo mechanické přejezdové zabezpečovací zařízení nahrazeno světelným vzor SSSR a roku 1963 byla mechanická oddílová návěstidla nahrazena světelnými též vzor SSSR, pro provoz nových prvků zabezpečovacího zařízení bylo nutné vybudovat reléovou místnost a proto byla budova hradla opět značně rozšířena o patrovou přístavbu. Roku 1976 byl zrušen přejezd u zastávky a hlavní silnice (dnes silnice II/603) byla převedena na nadjezd.
Roku 1987 bylo modernizováno zabezpečovací zařízení hradla, vyměněna byla hradlová skříň, byly zřízeny kolejové obvody a návěstidla vzor SSSR byla nahrazena návěstidly AŽD. Hradlo Mezno bylo posledním hradlem na trati Praha – České Budějovice. Provoz hradla byl ukončen 30. března 2019 v souvislosti s budováním přeložky mezi Voticemi a Sudoměřicemi u Tábora. Budova hradla následně zbourána neboť leží v ose kolejí přeložené trati. Zastávka sloužila cestujícím i nadále až do definitivního ukončení provozu.
Poslední vlak na zastávce zastavil 1. dubna 2022 ve večerních hodinách. Provoz na celém traťovém úseku Votice – Sudoměřice u Tábora úplně utichl následující den ráno, kdy začala nepřetržitá, téměř tříměsíční výluka, během které je realizován přesmyk trati do nové stopy.
Zastávka byla od 2. září 2022 (po skončení náhradní autobusové dopravy) nahrazena stejnojmennou zastávkou, která se nachází severozápadním směrem od původní zastávky blíže k obci.